# Amphissa versicolor
Amphissa versicolor är en snäckart som beskrevs av Dall 1871. Amphissa versicolor ingår i släktet Amphissa och familjen Columbellidae. Inga underarter finns listade i Catalogue of Life.